# Macratria femoralis
Macratria femoralis är en skalbaggsart som beskrevs av Champion 1896. Macratria femoralis ingår i släktet Macratria och familjen kvickbaggar. Inga underarter finns listade i Catalogue of Life.